# Évêché titulaire de Sila
Sila est un siège titulaire, à Bordj-El-Ksar, dans l'est de l'Algérie, vers Cirta.

## Histoire
Sila est l'ancien siège de la province romaine de Numidie.
Le seul évêque ancien connu est Donato, exilé en 484 par le roi vandale Huneric.

## Titulaires
- Francis Joseph Spellman (1932 - 1939)
- Thomas Arthur Connolly (1939 - 1950)
- Cornelius Lucey (1950 - 1952)
- Joseph Truong-cao-Dai, O.P. (1953 - 1969)
- Alberto Rencoret Donoso (1970 - 1976)
- Michael Murphy (1976 - 1980)
- Leoncio Leviste Lat (1980 - 2002)
- Angelo Amato, S.D.B. (2002 - 2010)
- Savio Hon Tai-Fai, S.D.B., depuis le 23 décembre 2010